# Selet, Borgvattnets socken
Selet är en by i Borgvattnets socken, Ragunda kommun. Byn ligger vid Ammerån.

## Pontonfärjan över Ammerån
Selet har en handdragen bilfärja, så kallad pontonfärja. Det är en av få i Sverige och en av de minsta. Färjan har funnits sedan 1915.  Pontonfärjan renoverades under 2023 och 2024, den nyinvigdes den 26 juni 2024.

## Föreningsliv
Selet är en aktiv föreningsby. Selets Hembygdsförening anordnar varje sommar bilbingo på samlingsgården Logen. 

## Befolkning[11]
Selet har ungefär 20 bofasta invånare och ett antal fritidsboenden. 